# Eremobates paleta
Eremobates paleta är en spindeldjursart som beskrevs av Brookhart och Cushing 2005. Eremobates paleta ingår i släktet Eremobates och familjen Eremobatidae. Inga underarter finns listade i Catalogue of Life.